# Scleroptila
A Scleroptila a madarak osztályának tyúkalakúak (Galliformes) rendjébe és a fácánfélék (Phasianidae) családjába tartozó nem.

## Rendszerezés
Besorolásuk vitatott, egyes rendszerezők a Francolinus nembe sorolják az ide tartozó fajokat is.
A nembe az alábbi 6 faj tartozik:
- Finsch-frankolin (Scleroptila finschi vagy Francolinus finschi)
- vörösszárnyú frankolin (Scleroptila levaillantii vagy Francolinus levaillantii)
- szürkeszárnyú frankolin (Scleroptila afra vagy Francolinus africanus)
- Scleroptila psilolaema vagy Francolinus psilolaemus
- Shelley-frankolin (Scleroptila shelleyi vagy Francolinus shelleyi)
- Scleroptila gutturalis vagy (Francolinus levaillantoides)